# Club 51 Records
Club 51 Records est une label discographique indépendant américain, anciennement basé à Chicago, dans l'Illinois, actif entre 1955 et 1957.

## Histoire
Club 51 Records est fondé en 1955 à Chicago par Jimmie Davis et son épouse Lillian Davis, et produit des disques de rhythm and blues, d'artistes de la scène locale. 
Le Club 51 faisait partie du Savoy Record Mart de la famille Davis, situé au 527 East 63rd Street. Ce n'était pas leur principale activité commerciale. À deux pâtés de maisons à l'ouest se trouvait leur principal intérêt, la patinoire Park City Bowl, située au 345 East 63rd (à l'angle de la 63rd et du South Parkway Boulevard). Jimmie était le principal défenseur du patinage à roulettes dans la communauté noire. En décembre 1938, il inaugure des soirées de patinage à roulettes au Savoy Ballroom, à l'angle de la 47e et de South Parkway. Jimmie est directeur adjoint du Savoy Ballroom jusqu'en 1947, date à laquelle il quitte l'établissement en perte de vitesse pour devenir directeur du Park City Bowl. 
Jimmie et Lillian (son épouse) construisent bientôt un petit studio de répétition à l'arrière de leur magasin de disques et lancent finalement un label. Jimmie voulait appeler son label Savoy, mais le nom étant déjà utilisé par une autre société basée dans le New Jersey, il se contente de Club 51. La société reste longtemps à l'état de projet. La décision de signer le groupe vocal Four Buddies (comme Jimmie insistait pour les appeler) est prise à l'automne 1954, et les avoirs de Jimmie comprenaient quelques démos. Davis et son épouse lancent finalement le label à la fin du mois de mars 1955, comme l'indique le Kansas City Call du 8 avril 1955, qui précise que l'entreprise a été « ouverte aux affaires » la semaine précédente. Le journal indique que Paul Gill est chargé des ventes et Dave Clark de la promotion. Ces deux personnes sont sans doute des indépendants qui ont pris le Club 51 comme client (par exemple, en 1953 et 1954, Dave Clark avait travaillé pour le grand label United).
L'accompagnement des chanteurs était initialement assuré par le saxophoniste ténor Eddie Chamblee et son combo. Lorsque Chamblee quitte la ville en 1955 pour partir en tournée avec le big band de Lionel Hampton, sa place est prise par le guitariste William « Lefty » Bates, un musicien de studio expérimenté avec de nombreuses sessions chez Vee-Jay, United/States, Chance et Parrot à son actif.

## Artistes
Les principaux artistes du label sont : Eddie Chamblee, Lefty Bates, Five Buddies, Honey Brown, Sunnyland Slim, et Rudy Greene.